# Patlabor 2: la película
Patlabor 2: La película (Japonés: 機動警察パトレイバー２ the Movie;  Hepburn: Kidô keisatsu patorebâ: The Movie 2?), es una película de animación japonesa de 1993 dirigida por Mamoru Oshii, basada en el manga del grupo Headgear. Esta cinta fue producida por Production I.G, Bandai Visual y Tohokushinsha Film. La cinta ganó el Mainichi Film Award en la categoría "Mejor película animada" en 1994. 

## Argumento
Tres años después de los trágicos acontecimientos relacionados con el Proyecto Babilonia, un avión militar destruye el puente de Yokohama en la Bahía de Tokio. Este incidente es el desencadenante de un plan para atacar objetivos estratégicos de la ciudad, criminalizar a las Fuerzas de Autodefensa de Japón y hacer cundir el pánico en todo el país. Ante la declaración de la Ley marcial en un intento del ejército por controlar la situación y la amenaza de intervención por parte de Estados Unidos, los únicos que pueden desarticular la amenaza terrorista y salvar al país del borde del abismo son los miembros de la Sección 2 de Vehículos Especiales y su fuerza de robots gigantes Ingram.

## Reparto
- Shinobu Nagumo: Capitana de la Primera Unidad de Vehículos Especiales de la Policía de Tokio.
- Kiichi Goto: Capitán de la Segunda Unidad de Vehículos Especiales de la Policía de Tokio. De carácter taciturno, se ha ganado la reputación de ser muy agudo.
- Noa Izumi: Integrante de la Segunda Unidad de Vehículos Especiales y piloto de la Unidad Ingram 1.
- Asuma Shinohara: Integrante de la Segunda Unidad de Vehículos Especiales, su trabajo consiste en dar instrucciones y apoyo al Ingram de Noa.
- Isao Ota: Integrante de la Segunda Unidad de Vehículos Especiales y piloto de la Unidad Ingram 2. Temerario y violento, siempre hace uso de la fuerza para resolver una situación.
- Mikiyasu Shinshi: Integrante de la Segunda Unidad de Vehículos Especiales, su trabajo consiste en dar instrucciones y apoyo al Ingram de Ota.
- Seitaro Sakaki: Jefe de mecánicos de la División de Vehículos Especiales.
- Shigeo Shiba: Mecánico de la División de Vehículos Especiales.
- Hiromi Yamazaki: Integrante de la Segunda Unidad de Vehículos Especiales, su trabajo consiste en conducir el camión que transporta la Unidad Ingram 1. También se encarga del invernadero y el gallinero.
- Detective Matsui: Detective de la policía metropolitana de Tokio y gran amigo del Capitán Goto, al que ayuda a dar con los responsables del ataque terrorista perpetrado en la bahía de Tokio.
- Jitsuyama:
- Fukushima:
- Kaihou:
- Occhan:
- Kataoka:

## Doblaje
El doblaje de esta cinta para Latinoamérica fue realizado por Intertrack y distribuida por Xystus con la participación de Francisco Reséndez Novoa en la dirección de doblaje.
| Personaje        | Actor               | Actor             | Actor            | Actor                  | Actor |
| Personaje        | Seiyū               | Doblaje inglés    | Doblaje español  | Doblaje español        |       |
| ---------------- | ------------------- | ----------------- | ---------------- | ---------------------- | ----- |
| Noa Isumi        | Miina Tominaga      | Julie Ann Taylor  | Mónica Manjarrez | Mercedes Diemand-Hartz |       |
| Asuma Shinohara  | David Jarvis        | Doug Erholtz      | Benjamín Rivera  | Daniel García          |       |
| Kiichi Goto      | Ryūsuke Ōbayashi    | Roger Craig Smith | Rafael Rivera    | Alfonso Vallés         |       |
| Shinobu Nagumo   | Yoshiko Sakakibara  | Karen Thompson    |                  |                        |       |
| Kanuka Clancy    | Yō Inoue            | Lisa Enochs       | Tamara Guzmán    | Ana Romano             |       |
| Isao Ohta        | Michihiro Ikemizu   | Sam Riegel        | Marcos Patiño    | César Martínez         |       |
| Mikiyasu Shinshi | Issei Futamata      | Joe Ochman        | Enrique Mederos  |                        |       |
| Hiromi Yamazaki  | Daisuke Gōri        | Jason C. Miller   | Héctor Moreno    |                        |       |
| Shigeo Shiba     | Shigeru Chiba       | Peter Doyle       | Ernesto Lezama   | Ángel de Gracia        |       |
| Seitaro Sakaki   | Osamu Saka          | Jamieson Price    | Armando Réndiz   | Juan Comellas          |       |
| Jitsuyama        | Mahito Tsujimura    | Milton Lawrence   |                  |                        |       |
| Matsui           | Tomomichi Nishimura | Mac McDougall     |                  |                        |       |
| Kaihou           | Toshihiko Kojima    | Paul St. Peter    |                  |                        |       |
| Fukushima        | Shinji Ogawa        | Bob Papenbrook    |                  |                        |       |
| Kataoka          | Kōji Tsujitani      | Liam O'Brien      |                  |                        |       |

## Recepción
La revista Animage listó a Patlabor 2: La película en el puesto 65 de su conteo de las 100 mejores producciones de anime en el 2001.